# 马𫘜
马馼（1948年7月—），河北吴桥人，中华人民共和国政治人物。南开大学历史系毕业。1972年8月加入中国共产党，是中共第十五届中纪委常委，第十六、十七届中纪委常委、副书记，第十七届中央委员会委员。曾任中华人民共和国监察部部长兼国家预防腐败局局长、国务院纠正行业不正之风办公室主任、中央综治委委员，第十二届全国人大常委会委员、内务司法委员会主任委员。

## 生平

### 早年经历
马馼1967年高中毕业于天津市第十六中学（今耀华中学）。1968年7月参加工作，在内蒙古自治区巴彦淖尔盟乌拉特前旗苏独仑公社插队，历任大队副主任、苏独仑公社革命委员会副主任。高考制度恢复后，马馼于1978年9月考入南开大学历史系中国史专业；毕业后，留校任教；历任南开大学分校教师、分校党委副书记，中共南开大学党委副书记兼学生工作办公室主任等职务。

### 纪检工作
1989年8月，马馼调中央政府工作。在短暂担任国家计生委宣教司副司长后，马馼被任命为国家计生委机关党委副书记、兼纪委书记，开始涉足中共纪检工作。此时，温家宝正以中共中央书记处候补书记、中共中央办公厅主任的身份，兼任中直机关工委书记的职务；在中直机关工委系统中，是马馼的上司。 
1995年1月起，马馼出任中共中央国家机关工委委员、纪工委书记；在1997年9月召开的中共十五大上，当选为中纪委常委，同时兼任中央国家机关工委委员、纪工委书记，中央纪委、监察部机关党委书记等职；2002年，连任第十六届中纪委常委；2004年1月，在第十六届中纪委第三次全体会议上，增补为中纪委副书记；成为继邓颖超、刘丽英之后，第三位女性担任中纪委副书记。
2007年4月28日，时任中纪委副书记、监察部部长的李至伦因病逝世；当年8月30日，第十届全国人大常委会第二十九次会议通过任命，马馼出任监察部部长；使她成为当时国务院组成部委中唯一的女部长；也是继钱瑛之后的第二位女性监察部部长；同年9月，马馼又兼任新设立的国家预防腐败局首任局长，并兼任国务院纠正行业不正之风办公室主任。2007年10月，在中共十七大上，马馼连任中纪委副书记。 
《财经》杂志报道称，马馼担任中纪委副书记期间，一直分管干部工作，人称纪检监察系统的“组织部长”，“在系统内口碑甚好”；在其任内，曾先后参与并主导查处了刘志军、薄熙来等中共高级官员。
2012年11月，在中共十八大上，64岁的马馼没有继续在中纪委任职，开始淡出领导岗位；2013年3月，在当选第十二届全国人大常委会委员、内务司法委员会主任委员后，卸任监察部长职务。
2016年11月，出任中央第一环境保护督察组组长。
2018年3月，第十三届全国人大召开，不再担任全国人大常委会委员、内务司法委员会主任委员。

## 言论
2012年3月，在两会期间，马馼接受记者采访时，针对社会上出现的许多贪官都是因情妇举报而落网的现状，表示“反腐不可能都靠情妇”。

## 家庭
- 丈夫：于振起；现任中国国际问题研究基金会副理事长兼俄罗斯中亚东欧研究中心主任，是国务院发展研究中心欧亚社会发展研究所研究员、中国国际战略学会高级顾问。
- 女儿：凡，美国杜克大学法学院毕业，现在香港工作。